# Ирония на съдбата или честита баня
„Ирония на съдбата или честита баня“ (на руски: Ирония судьбы, или С лёгким паром!) е съветски филм от 1976 година, романтична комедия на режисьора Елдар Рязанов по негов сценарий в съавторство с Емил Брагински, базиран на тяхната пиеса „С лёгким паром! или Однажды в новогоднюю ночь…“.
Главните роли се изпълняват от Андрей Мягков, Барбара Брилска, Юрий Яковлев, Олга Науменко.
„Ирония на съдбата или честита баня“ е заснет като двусериен телевизионен филм и от създаването си се излъчва в новогодишната нощ по руската телевизия.

## Сюжет
В центъра на сюжета е млад мъж, който се напива с приятели в баня (традиционно събиране) в Москва в новогодишната нощ, след което е изпратен в Ленинград, погрешка (вместо негов приятел), където си поръчва такси и моли да го закарат на същия адрес, където живее и в Москва (не разбирайки, че е в Ленинград), а там се оказва, че и ключът му отваря абсолютно същата квартира, в която обаче живее красива жена, чакаща кандидат-жениха си за празничната вечер.

## Създатели
- Автори на сценария: Емил Брагински, Елдар Рязанов
- Режисьор: Елдар Рязанов
- Оператор: Владимир Нахабцев
- Художник: Александър Борисов
- Звуков оператор: Юрий Рабинович
- Композитор: Микаел Таривердиев
- Диригент: Георги Гаранян
- Анимационен скрийнсейвър в началото на филма: Виталий Песков
- Режисьор на картината: Юхим Голински